# Sava (loď)
SMS Bodrog (od roku 1920 Sava) byl říční monitor třídy Temes rakousko-uherského námořnictva. Loď se proslavila tím, že dne 28. července 1914 zahájila bombardování srbské metropole, čímž začaly první ozbrojené střety první světové války. Během své historie byla loď celkem třikrát potopena.

## Služba

### První světová válka
Loď byla spuštěna na vodu v roce 1904. Až do první světové války byl jejím domovským přístavem Zemun, poslední uherské město na Dunaji před srbskou metropolí Bělehradem. Lodi velel kapitán Paul Ekl. Byla součástí Dunajské flotily rakousko-uherského námořnictva, kde byly umístěny další tři monitory.
Dne 28. července 1914, jen několik hodin po vyhlášení války Srbsku, v 23:00, zahájila loď palbu na dnešní městské části Savamala a Dorćol. Za lodí následovaly parníky s rakousko-uherskými vojáky, kteří měli Bělehrad obsadit, nicméně tento plán invaze se nakonec Rakousko-Uhersku nezdařil. V srpnu 1914 získali Srbové vojenskou pomoc v rámci dohody z Ruska a Rakousko-Uhersko z obav před srbským protiútokem opustilo svojí říční základnu v Zemunu. Lodě Bodrog a minolovka Andor byly následně přemístěny do Pančeva (které bylo součástí Uherska). Ještě v září 1914 však Bodrog bombardoval srbské pozice u Bělehradu. Poté společně s uherskou lodí Szamos bombardovaly dne 28. září 1914 pevnost Kalemegdan v centru Bělehradu.

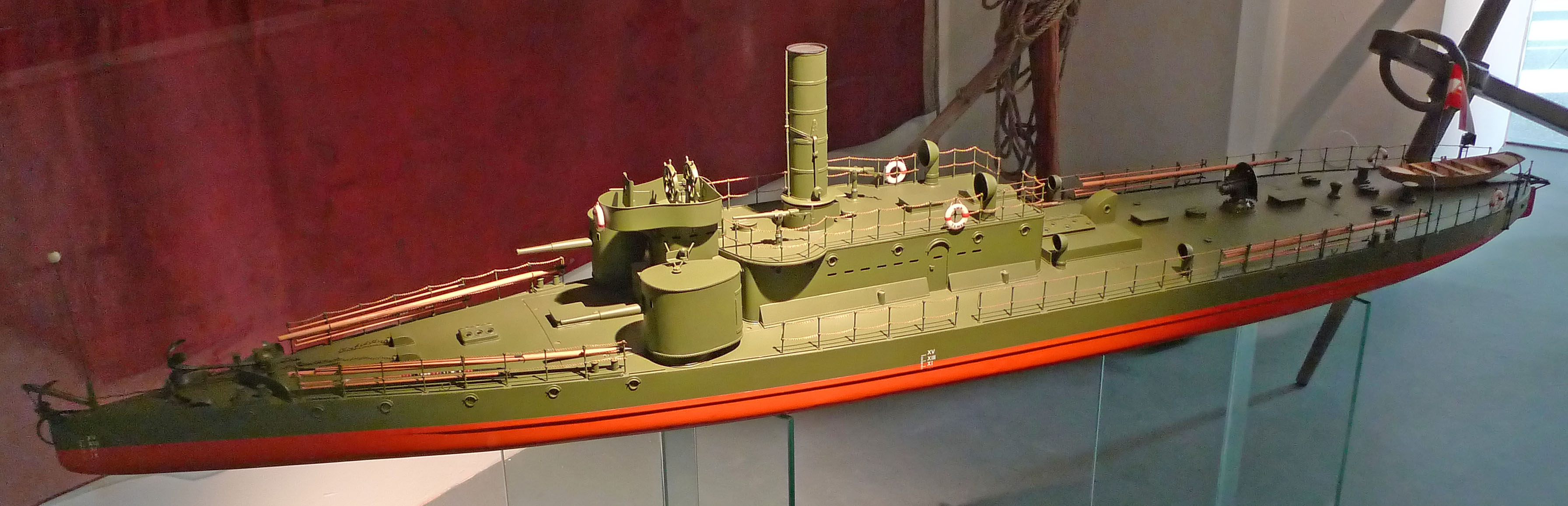
Model lodi třídy Temes.

Dne 1. října 1914 byla loď převelena do Budapešti na dvoutýdenní opravu. Poté sice byla opět vyslána k Bělehradu, nicméně v té době již do Srbska doputovaly dělostřelecké posily z Francie, které značným způsobem omezily bojeschopnost lodi Bodrog. Až do prosince útočila loď na stahující se srbské vojáky, kteří opouštěli Bělehrad, čelící možnému rakousko-uherskému útoku. Srbská vláda se přesunula do Niše, který byl daleko od frontové linie. Na zimu byl monitor Bodrog umístěn v přístavu v Petrovaradínu u Nového Sadu.
Loď však bylo rakousko-uherské loďstvo nuceno vypravit předčasně, především na ochranu zásobovacích konvojů. Rakousko-Uhersko vysílalo do spřáteleného Turecka, po jehož boku v rámci Trojspolku bojovalo, munici. Úkolem lodi Bodrog bylo střežit nákladní loď Trinitas při cestě přes Železná vrata až do Černého moře. U Smedereva však posádka konvoje obdržela informaci, že Rusové zaminovali tok Dunaje v oblasti Želených vrat. Posádka lodi Bodrog byla přinucena se vrátit zpět na sever. Přestože byla loď cestou po Dunaji vystavěna těžké palbě, dorazila do Pančeva bez sebevětších škod.
Po bitvě o Gallipoli vzrostl pro centrální mocnosti význam zásobování Turecka municí, a proto bylo rozhodnuto o dalším pokusu vyslat konvoj přes Dunaj na turecké území. Tentokrát spolu s lodí Bodrog vypluly i parník Belgrad a monitor Enns, který již nějakou dobu sloužil na Dunaji. Bělehradem se podařilo všem lodím proplout v noci během bouře bez problémů, nicméně poté, co monitor Enns najel na minu v blízkosti obce Vinča zpozorovaly srbské a dohodové jednotky pohyb lodí a zahájily palbu.
Po útoku na Srbsko sloužila loď v konfliktu s nedalekým Rumunskem. Na dolní tok Dunaje byla vyslána již v okamžiku, kdy bylo rakousko-uherské armádě jasné, že se Rumunsko zapojí do konfliktu na straně Dohody. Spolu s dalšími lodi stejného typu byla dislokována u obce Ruščuk na bulharské straně Dunaje, který měla chránit před případným rumunským útokem. Byla provedena výměna výzbroje lodi.
V závěrečné části války při plavbě do Budapešti najela loď dne 31. října 1918 na mělčinu u města Vinča v dnešním Srbsku. Následně ji obsadila srbská armáda. Bodrog byl jedinou lodí rakousko-uherského loďstva, která se do Budapešti v závěru války nevrátila.

### Meziválečné období
Dne 31. října 1918 ji konfiskovalo námořnictvo státu Slovinců, Chorvatů a Srbů. Na základě Saint-germainské mírové smlouvy si ji mohlo ponechat. Formálně byla Království Srbů, Chorvatů a Slovinců předána 15. dubna 1920 (po rekonstrukci) a sloužila pod názvem Sava.
Loď sloužila na ochranu říční hranice mezi Jugoslávií a Rumunskem.

### Druhá světová válka
Na začátku dubnové války sloužila loď při operacích protivzdušné obrany při bombardování Bělehradu. Vzhledem k neúspěchu jugoslávské královské armády při obraně země a postupu vojsk Osy se nakonec rozhodla vlastní posádka dne 12. dubna 1941 u Zemuna loď potopit. K tomu je také přiměl fakt, že mosty přes Dunaj a Sávu byly nízké, nepřátelské vojsko postupovalo rychle a hladina Dunaje byla poměrně vysoká. Poté, co tři kapitáni jugoslávských hlídkových lodí Sava, Vardar a Morava vydali rozhodnutí, se posádky lodí evakuovaly. Na jeden z člunů s posádkou lodi se zřítil most, na který zaútočilo německé letectvo.

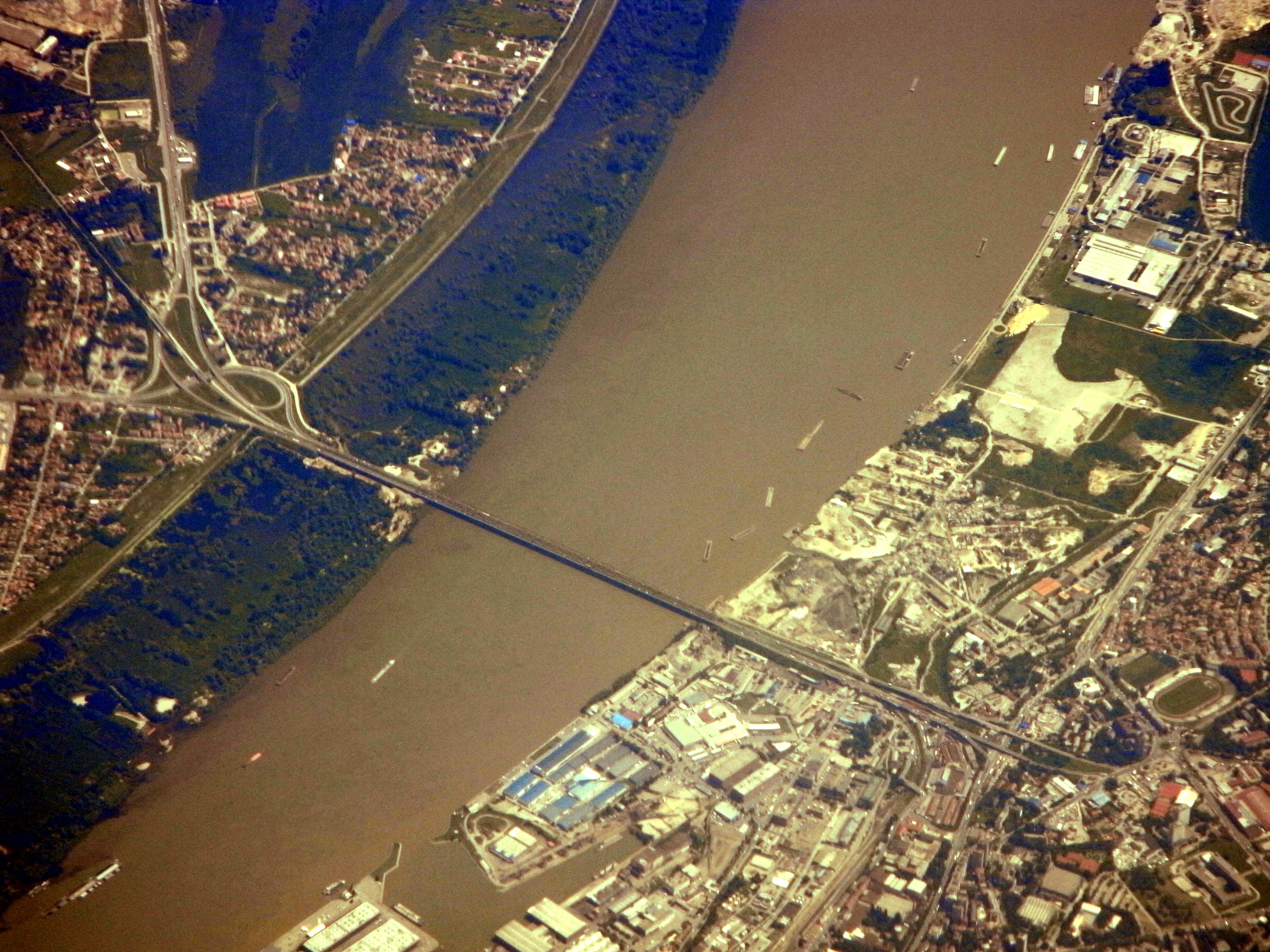
Pančevský most v Bělehradě. Ada Huja a vrak Savy je v pravém horním rohu

V roce 1942 loď chorvatští vojáci vyzvedli a s německými inženýři nechali opravit a zařadili zpět do služby flotily Nezávislého státu Chorvatsko. Jejím domovským přístavem se stal Slavonski Brod. Úkolem lodi bylo chránit konvoje Wehrmachtu, které se přesouvaly přes území fašistického Chorvatska dál na Balkán. Dne 9. září 1944 během noci posádka lodi rozhodla změnit kurz, odplout na území dnešní Bosny, potopit loď na Sávě a vzdát se komunistickým partyzánům.
Po druhé světové válce byla loď opravena a až do roku 1959 ji využívalo i loďstvo socialistické Jugoslávie. Do roku 1962 sloužila jako nákladní loď. Několikrát měnila své kotviště na Dunaji mezi Bělehradem a Novým Sadem. V roce 2005 loď Sava prohlásila srbská vláda kulturní památkou. Skandální se však stala skutečnost, že nedlouho poté nikdo nebyl schopen zjistit, kde se historická loď nachází. Její vrak byl objeven u poloostrova Ada Huja v roce 2013. Loď má být rekonstruována a přebudována na plovoucí muzeum.